# Aloeo
Aloeo (in greco antico: Ἀλωεύς?) è un personaggio della mitologia greca, figlio di Poseidone e di Canace.

## Mitologia
Aloeo, fatto re d'Asopia in Beozia da suo padre, sposò Ifimedia, già madre di due figli, Efialte e Oto, avuti da Poseidone. 

Aloeo ebbe da Ifimedia anche la figlia Pancrati e dopo la morte della moglie si risposò con Eribea.
Essendo di origine divina, i suoi due figli maschi chiamati Aloidi, crescevano ogni anno di un cubito in larghezza e uno stadio in altezza ed a nove anni sconfissero il dio Ares in Tracia rinchiudendolo in un'urna di bronzo e da cui dopo tredici mesi fu liberato da Ermes. 

La moglie Eribea riferì del rapimento agli dei ed Aloeo la fece scorticare viva.
Secondo una versione del mito riportata da Diodoro Siculo, prima della morte della prima moglie (Ifimedia), Aloeo avrebbe chiesto ai figli di salvarla dai Traci che l'avevano fatta prigioniera portandola sull'isola di Nasso assieme alla sorella Pancrati.